# Kaiserin (Schiff)
Die Kaiserin war das dritte Schiff der Kaiser-Klasse, einer Klasse von fünf Großlinienschiffen der Kaiserlichen Marine.

## Bau

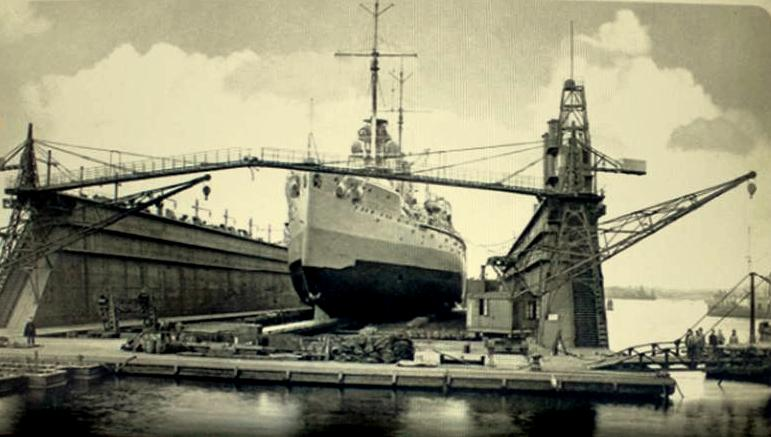
Linienschiff Kaiserin (Bauj. 1913, Baunr. 530) im Schwimmdock

Die Howaldtswerke in Kiel begannen im Juli 1910 mit dem Bau der „Ersatz Hagen“, für das gleichnamige außer Dienst gestellte Küstenpanzerschiff. Das Schiff stand als dritte Einheit seiner Klasse am 11. November 1911 zum Stapellauf bereit. Nach einer von Großadmiral Hans von Koester gehaltenen Taufrede wurde der Neubau durch Viktoria Luise von Preußen auf den Namen Kaiserin getauft. Der weitere Ausbau zog sich bis in den Mai 1913 hin.

## Friedenszeit
Am 13. Mai 1913 wurde die Kaiserin an die Kaiserliche Marine übergeben und tags darauf offiziell in Dienst gestellt. Das Schiff führte zunächst Probefahrten durch, während derer mehrere Maschinenschäden zu Werftaufenthalten zwangen. Erst am 13. Dezember konnte das Linienschiff die Probefahrten abschließen und zum III. Geschwader treten. Nach Einzelübungen wurden im Februar 1914 Geschwader- und Flottenmanöver in der Nordsee abgehalten, ebenso im Mai in Nord- und Ostsee.
Die Kaiserin lief am 7. Juli zur Norwegenreise der Flotte aus, wurde jedoch am 22. Juli vorzeitig zurückbeordert. Infolge der Ermordung des österreichischen Erzherzogs Franz Ferdinand und seiner Frau in Sarajevo wurde ein Krieg immer wahrscheinlicher, weshalb das Reichsmarineamt die Nutzbarkeit des Kaiser-Wilhelm-Kanals für Großkampfschiffe testen wollte. Der Kanal, dessen Ausbau nahezu abgeschlossen war, besaß eine hohe strategische Bedeutung für die Kaiserliche Marine. Die Kaiserin lief nach geringfügiger Leichterung am 25. Juli um 05.00 Uhr in die Schleuse von Brunsbüttel ein und erreichte nach problemloser Fahrt um 16.30 Uhr die Schleuse von Holtenau. Sechs Tage später kehrte das Schiff mit dem Geschwader in die Nordsee zurück.

## Einsatz im Ersten Weltkrieg
Am 1. August 1914 erhielt das III. Geschwader auf Schillig-Reede liegend den Mobilmachungsbefehl. Es wurde in der Folgezeit im Bereitschafts-, Vorposten- und Sicherungsdienst eingesetzt. Am 2. und 3. November sowie am 15. und 16. Dezember führte die Hochseeflotte Vorstöße durch, an denen auch die Kaiserin beteiligt war, die aber ohne Feindberührung blieben. Vom 23. bis 29. Januar 1915 befand sich das Schiff gemeinsam mit dem III. Geschwader zur Ausbildung in der Ostsee und stand daher für ein Eingreifen in das Gefecht auf der Doggerbank nicht zur Verfügung. Vom 31. Januar bis zum 20. Februar führte die Kaiserliche Werft Wilhelmshaven eine Überholung durch. Die Kaiserin nahm in der Folgezeit an den Flottenvorstößen am 29. März, 17. und 18. sowie am 22. April teil. Vom 24. April bis zum 10. Mai hielt sich das Schiff erneut zu Übungen in der Ostsee auf. Weitere fünf Vorstöße der Flotte folgten bis zum Oktober, an denen die Kaiserin beteiligt war. Keiner von ihnen führte zu Kampfhandlungen. Vom 5. bis zum 20. Dezember führte das Geschwader abermals Übungen in der Ostsee durch.
Nachdem Vizeadmiral Reinhard Scheer, bis dahin Befehlshaber des III. Geschwaders, im Januar 1916 das Kommando über die Hochseeflotte übernommen hatte, nahm deren Aktivität zu. Sowohl im März als auch im April unternahm die Flotte mehrere Vorstöße in die Nordsee. Ein erneuter Vorstoß am 31. Mai führte schließlich zur Seeschlacht vor dem Skagerrak. Während dieser blieb die Kaiserin unbeschädigt, obwohl das III. Geschwader während des Hauptgefechtes an der Spitze des deutschen Gros fuhr. Sie konnte ihrerseits aber mehrere schwere Treffer auf der Warspite erzielen.
Nachdem Anfang August abermals Verbandsübungen in der Ostsee durchgeführt wurden, nahm die Kaiserin am 18. und 19. August an einem weiteren Flottenvorstoß teil. Von erneuten Übungen in die Nordsee zurückkehrend, wurde das Schiff am 2. November zur Sicherung der dort festgekommenen U-Boote U 20 und U 30 auf die Höhe von Bovbjerg befohlen. Am 1. Dezember wurde die Hochseeflotte umstrukturiert, da die veralteten Linienschiffe des II. Geschwaders aus dem Frontdienst abgezogen wurden. Die Kaiserin gehörte fortan zum neu gebildeten IV. Geschwader, dessen Befehlshaber Vizeadmiral Franz Mauve war.
Am 14. März 1917 kam die Kaiserin im Kaiser-Wilhelm-Kanal fest und beschädigte sich einen Schlingerkiel, wodurch 280 t Wasser eindringen konnten. Dies machte einen dreitägigen Aufenthalt an der Kaiserlichen Werft Kiel zur Beseitigung der Schäden erforderlich. Am 30. März war das Schiff in der Nordsee zurück. Nach einer nochmaligen Übung vom 9. Juni bis zum 2. Juli in der Ostsee wurde die Kaiserin im September dem von Vizeadmiral Ehrhard Schmidt geleiteten Sonderverband für die Unternehmen Albion zugeteilt, das die Eroberung der baltischen Inseln Ösel, Dagö und Moon zum Ziel hatte. Am 24. September ankerte das Linienschiff in der Putziger Wiek und trat von dort aus am 10. Oktober den Marsch zur Tagga-Bucht (Ösel) an, die es zwei Tage später erreichte und wo es die Batterie Hundsort beschoss. Am 14. und 15. Oktober folgten Beschießungen der Batterie von Zerel. Am 16. Oktober trat die Kaiserin den Rückmarsch nach Kiel an, wo sie acht Tage später ankam und in die Nordsee weiterging.
Am 17. November wurde die Kaiserin gemeinsam mit der Kaiser zur Sicherung von vier Kleinen Kreuzern der II. Aufklärungsgruppe unter Konteradmiral Ludwig von Reuter eingesetzt. Dabei kam es zum Zweiten Seegefecht bei Helgoland. Die Kaiserin konnte einen Treffer anbringen, das Gefecht ging jedoch unentschieden zu Ende. Kapitän zur See Graßhoff wurde in der Folge abgelöst, da man die Aufstellung der Sicherungskräfte als ungenügend ansah. Er wurde Befehlshaber der U-Boote im Mittelmeer.
Für Instandsetzungsarbeiten befand sich die Kaiserin vom 22. Dezember 1917 bis zum 5. Februar 1918 in Kiel an der Werft. Am 24. und 25. April war das Schiff am nächsten großen Flottenvorstoß beteiligt, der jedoch wegen eines schweren Maschinenschadens auf dem Schlachtkreuzer Moltke abgebrochen werden musste. Übungen in der Ostsee fanden vom 18. Juni bis zum 10. Juli statt. Im September befand sich die Kaiserin kurze Zeit in Wilhelmshaven an der Werft. Vom 22. bis 28. Oktober befand sich das Schiff letztmals zu Übungen in der Ostsee. Anschließend stand sie für die geplante große Operation der Hochseeflotte bereit, die jedoch aufgrund der Meuterei auf den Linienschiffen Thüringen und Helgoland fallen gelassen wurde.

## Verbleib
Die Kaiserin gehörte zu den laut Waffenstillstandsabkommen zu internierenden Schiffen. Sie wurde abgerüstet und verließ am 19. November 1918 gemeinsam mit dem Überführungsverband Wilhelmshaven und erreichte zwei Tage später den Firth of Forth. Am 25. November wurde die Fahrt nach Scapa Flow fortgesetzt. Dort verblieb das Schiff mit anfangs noch 175 Mann Besatzung, deren Zahl am 17. Juni 1919 nochmals reduziert wurde.
Da Konteradmiral Ludwig von Reuter, Befehlshaber der internierten Schiffe, von britischer Seite nur spärlich mit Nachrichten versorgt wurde und ohne Kontakt zur Reichsregierung war, ging er von einer deutschen Ablehnung des Vertrags von Versailles aus. Dies hätte eine Wiederaufnahme der Kriegshandlungen bedeutet. Um die deutschen Schiffe nicht kampflos in britische Hände fallen zu lassen, befahl von Reuter am 21. Juni die Selbstversenkung. Die Kaiserin kenterte um 14.00 Uhr, nachdem die Besatzung die Seeventile geöffnet hatte und von Bord gegangen war.
Ihre Hebung gelang am 14. Mai 1936. Das Wrack wurde nach Rosyth geschleppt und dort im Laufe des Jahres 1936 abgewrackt.

## Kommandanten
| 14. Mai 1913 bis 25. Juli 1917   | Kapitän zur See Karl Sievers      |
| 26. Juli 1917 bis 5. Januar 1918 | Kapitän zur See Kurt Graßhoff     |
| 6. bis 24. Januar 1918           | Kapitän zur See Walter Hildebrand |
| 25. Januar bis 8. November 1918  | Kapitän zur See Wilhelm Adelung   |
| November 1918 bis 21. Juni 1919  | Korvettenkapitän Arthur Viertel   |

## Bekannte Besatzungsangehörige
- Hellmuth Heye (1895–1970), war von 1961 bis 1964 zweiter Wehrbeauftragter des Deutschen Bundestages